# كوتا هوشينو
كوتا هوشينو (باليابانية: 星野康太) هو ملحن ياباني، ولد في 23 أبريل 1975 في طوكيو في اليابان.

## وصلات خارجية
- كوتا هوشينو على موقع IMDb (الإنجليزية)
- كوتا هوشينو على موقع ميوزك برينز (الإنجليزية)